# Jacob Wukie
Jacob Wukie (11 de maio de 1986, Massillon, Estados Unidos) é um arqueiro americano.

## Olimpíadas
Nos 2012, em Londres conseguiu uma medalha de prata por equipes, e conseguiu a 17° posição na competição individual.